# Ainsliaea
Ainsliaea DC., 1838 è un genere di piante angiosperme dicotiledoni della famiglia delle Asteraceae.

## Descrizione

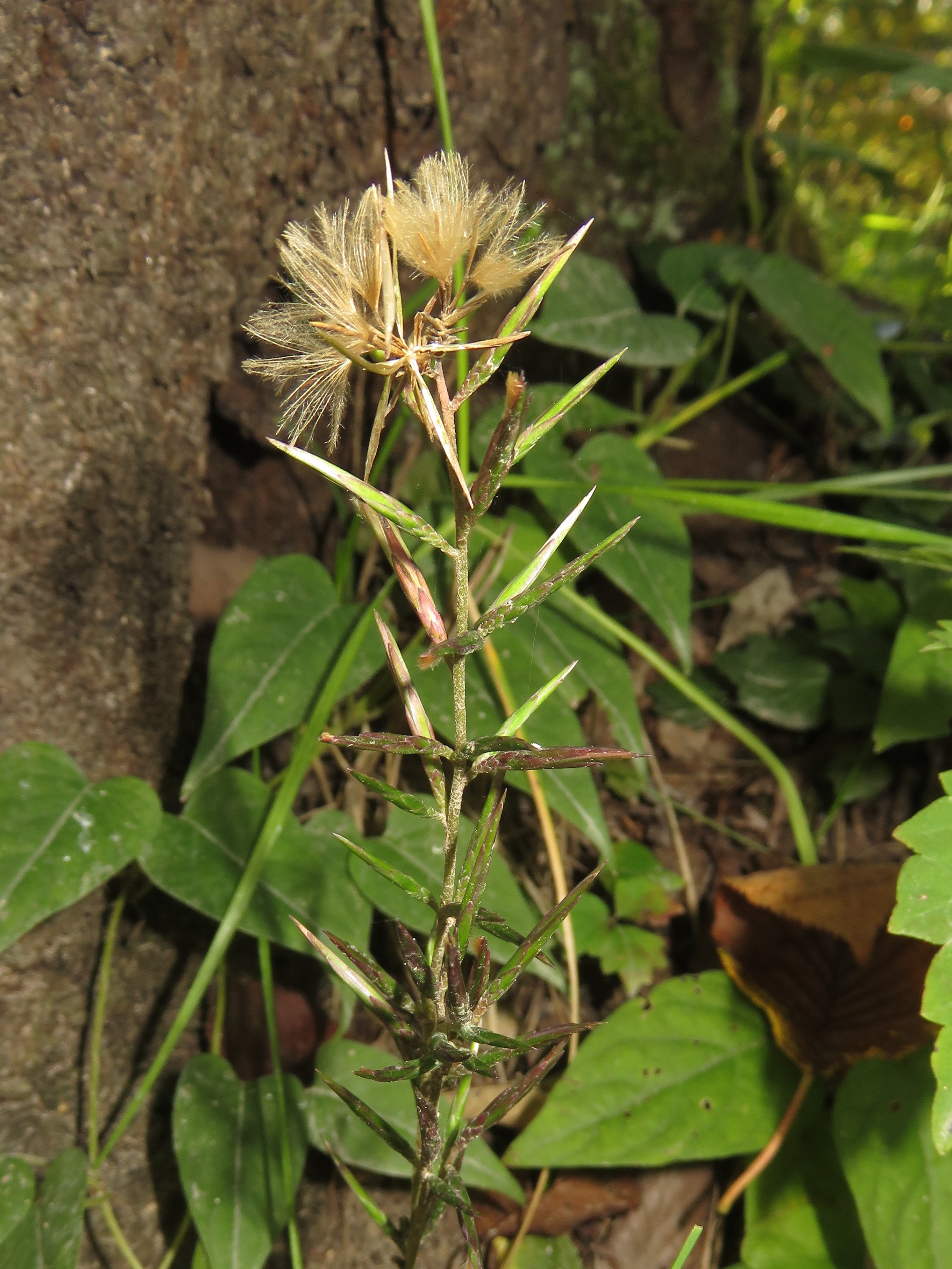
Il portamento
Ainsliaea apiculata

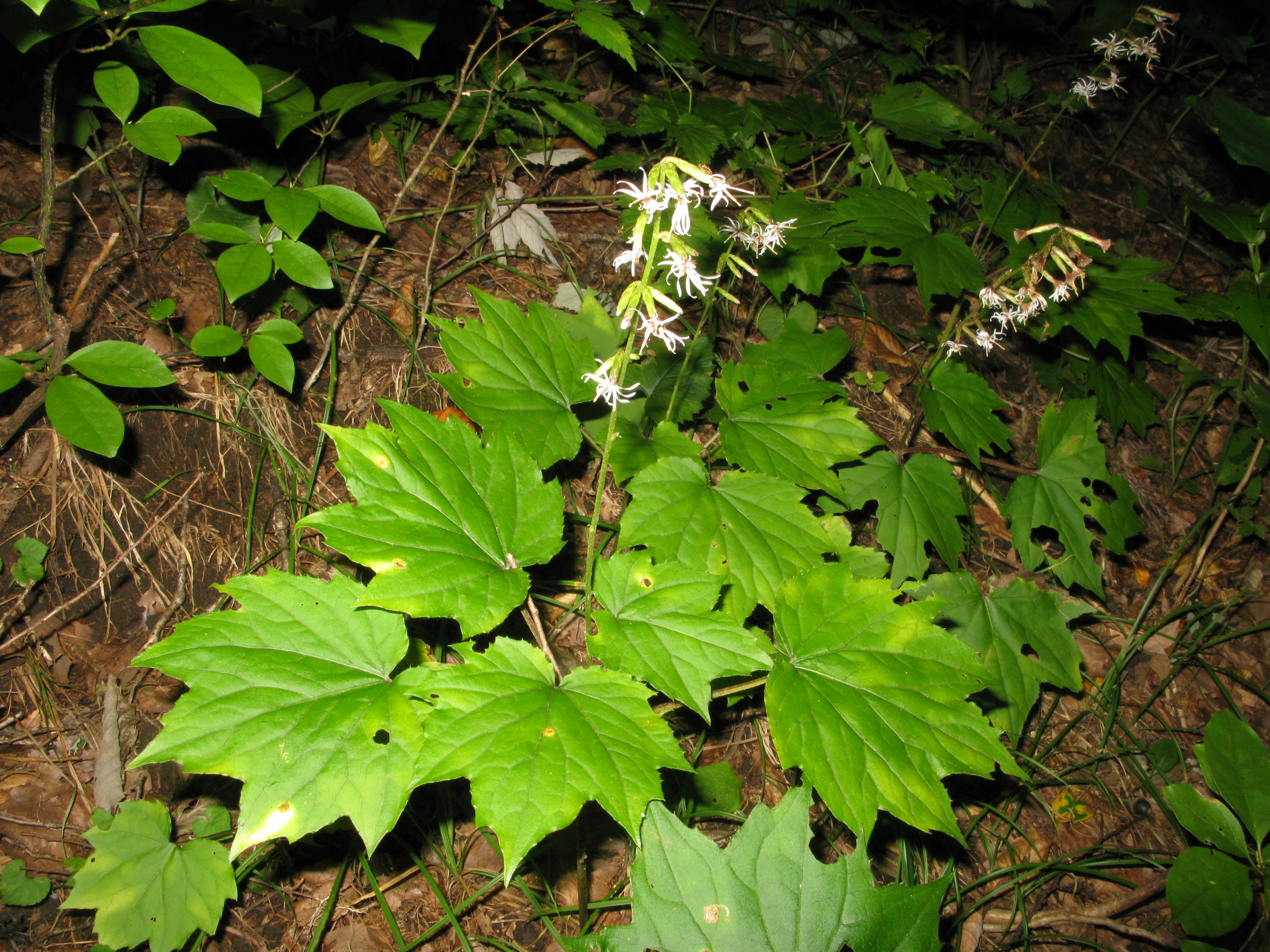
Le foglie
Ainsliaea acerifolia

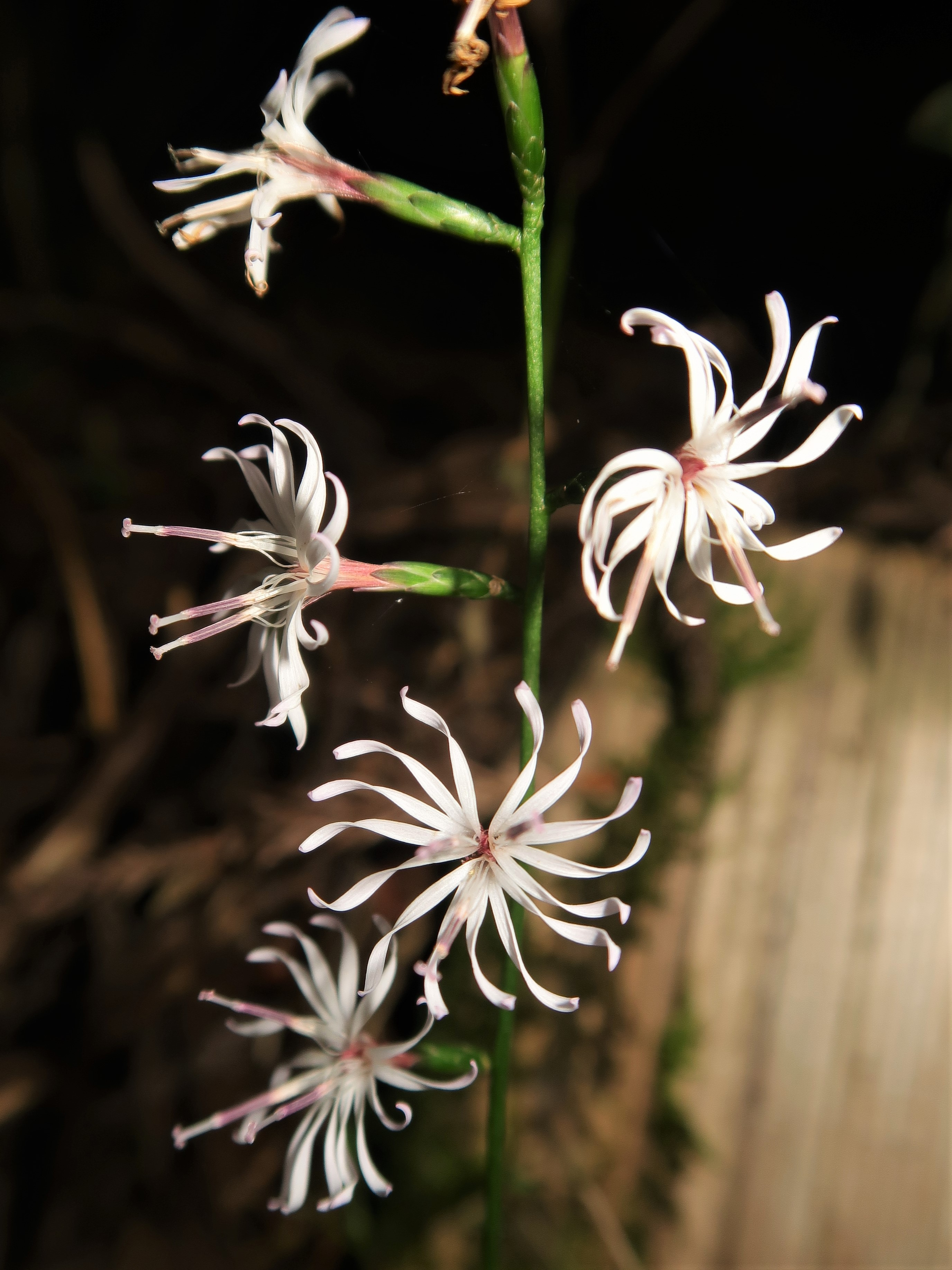
Infiorescenza
Ainsliaea dissecta

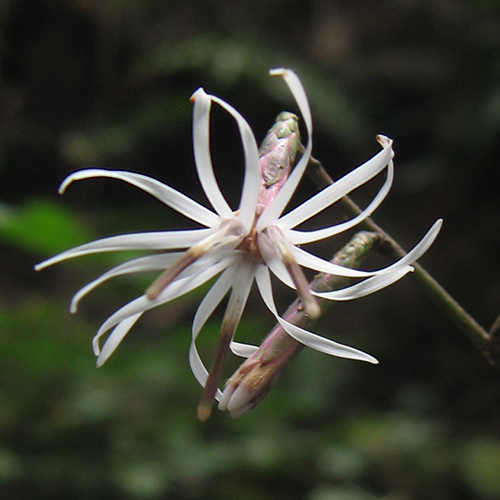
I fiori
Ainsliaea cordifolia

Le specie di questa voce sono piante perenni con portamenti erbacei (raramente sono presenti portamenti arbustivi). I fusti possono essere semplici o ramificati.
Le foglie lungo il caule normalmente sono a disposizione alternata, picciolate o sessili. Sono presenti anche foglie basali raggruppate a rosetta; altrimenti spesso sono raggruppate densamente vicino alla parte mediana dei fusti. La lamina è intera o lobata con contorno da lineare a strettamente lanceolato, ellittico, ovato o orbicolare e bordi che possono essere continui o crenati/dentati. Le venature sono palmate o pennate. Le stipole sono assenti.
Le infiorescenze sono composte da capolini terminali e solitari o raccolti in formazioni panicolate, spiciformi o racemose; spesso sono annuenti. I capolini, di tipo discoide (o disciformi o subradiati) e omogami, sono formati da un involucro a forma cilindrica composto da brattee (o squame) all'interno delle quali un ricettacolo fa da base ai fiori. Le brattee disposte in poche o tante serie in modo embricato e scalato sono di vario tipo a consistenza fogliacea oppure membranosa o coriacea. Il ricettacolo, piccolo e glabro, in genere è nudo (privo di pagliette).
I fiori sono tetra-ciclici (ossia sono presenti 4 verticilli: calice – corolla – androceo – gineceo) e pentameri (ogni verticillo ha 5 elementi). I fiori, da 1 a 3, sono isomorfi (tutti uguali), actinomorfi (corolle tubulose), ermafroditi e fertili. Raramente i fiori sono cleistogamici o sterili.
- Formula fiorale:

*/x K {\displaystyle \infty }, [C (5), A (5)], G 2 (infero), achenio
- Calice: i sepali del calice sono ridotti ad una coroncina di squame.
- Corolla: la corolla è profondamente pentalobata con lobi eretti o riflessi e in tutti i casi irregolari. In qualche caso la corolla è quasi zigomorfa (pseudo-bilalbiata) con una profonda insenatura tra i lobi (corolla quasi ligulata); i colori sono bianchi o rosa-porpora.
- Androceo: gli stami sono 5 con filamenti liberi, glabri o papillosi e distinti, mentre le antere sono saldate in un manicotto (o tubo) circondante lo stilo. Le antere in genere hanno una forma sagittata con base caudata (le code sono pelose/laciniate o intere). Il polline normalmente è tricolporato a forma sferica o schiacciata ai poli.
- Gineceo: lo stilo è filiforme, bilobo e con un nodo basale glabro; i due stigmi sono divergenti, corti e troncati con la parte dorsale pelosa o papillosa. L'ovario è infero uniloculare formato da 2 carpelli. L'ovulo è unico e anatropo.

I frutti sono degli acheni con pappo. La forma dell'achenio in genere è da fusiforme a oblanceolata (talvolta è piatto) con coste oppure con 9 - 10 venature; la superficie è glabra o setolosa. Il pericarpo può essere di tipo parenchimatico, altrimenti è indurito (lignificato) radialmente. Il carpoforo ( o capopodium - il ricettacolo alla base del gineceo) è anulare e biancastro. Il pappo (raramente assente) è formato da una serie di setole piumose, colorate di marrone o porpora, decidue o persistenti, e sono direttamente inseriti nel pericarpo o connati in un anello parenchimatico posto sulla parte apicale dell'achenio.

## Biologia
- Impollinazione: l'impollinazione avviene tramite insetti (impollinazione entomogama tramite farfalle diurne e notturne).
- Riproduzione: la fecondazione avviene fondamentalmente tramite l'impollinazione dei fiori (vedi sopra).
- Dispersione: i semi (gli acheni) cadendo a terra sono successivamente dispersi soprattutto da insetti tipo formiche (disseminazione mirmecoria). In questo tipo di piante avviene anche un altro tipo di dispersione: zoocoria. Infatti gli uncini delle brattee dell'involucro si agganciano ai peli degli animali di passaggio disperdendo così anche su lunghe distanze i semi della pianta.

## Distribuzione e habitat
La distribuzione delle specie di questo genere è sud-est asiatica.

## Tassonomia
La famiglia di appartenenza di questa voce (Asteraceae o Compositae, nomen conservandum) probabilmente originaria del Sud America, è la più numerosa del mondo vegetale, comprende oltre 23.000 specie distribuite su 1.535 generi, oppure 22.750 specie e 1.530 generi secondo altre fonti (una delle checklist più aggiornata elenca fino a 1.679 generi). La famiglia attualmente (2021) è divisa in 16 sottofamiglie.

### Filogenesi
La posizione della sottofamiglia Pertyoideae, nell'ambito delle Asteraceae, è abbastanza centrale: tra le sottofamiglie Hecastocleidoideae e Tarconanthoideae; ed è caratterizzata da erbe aromatiche, peli conici e multicellulari, corolle non chiaramente bilabiate (irregolarmente divise), polline tricolpato con spine solide, stigmi abbastanza corti e pelosi nella parte abassiale e pappo spesso uniseriato.
Ainsliaea è il genere più importante del gruppo e si presenta monofiletico. Il genere è caratterizzato dai fusti non ramificati, dalle foglie basalmente rosulate o raggruppate nella parte mediana del fusto, da capolini con poco fiori, dalle corolle profondamente fessurate e con i lobi disposti in modo unilaterale e dal pappo piumoso. In base alle ultime ricerche questo gruppo include i generi Diaspananthus Miq., 1866 e Macroclinidium Maxim.. Da un punto di vista filogenetico i generi Pertya e Myripnois sono i più vicini a Ainsliaea (con Pertya in posizione più ancestrale), e si distingue da questi per le setole del pappo solitamente piumose (contro le setole scabre negli altri due generi).
L'analisi filogenetica supporta anche l'esistenza di due sottogeneri, ovvero Ainsliaea subg. Ainsliaea, con le setole del pappo distintamente uniseriate, e il monospecifico Ainsliaea subg. Diaspananthus (Miq.) Kitam. (con la specie A. uniflora Sch.Bip.). Il sottogenere Ainsliaea a sua volta è diviso in tre sottocladi: due concordano con due delle tre sezioni proposte in precedenza (sect. Aggregatae e sect. Ainsliaea), e il restante terzo sottoclade è basale ed è monospecifico (con la specie A. lancangensis Y. Y. Qian).
Il periodo di separazione della sottofamiglia varia da 38 a 2 milioni di anni fa.
Il numero cromosomico delle specie di questo genere è: 2n = 12, 16, 24, 26, 28 e 30.

#### Chiave per i subgeneri e le sezioni
- Gruppo 1A: il pappo è biseriato;

subg.Diaspananthus.
- Gruppo 1B: il pappo è uniseriato;

subg.Ainsliaea);
- Gruppo 2A: i capolini sono composti da un solo fiore;

Lancangensis clade.
- Gruppo 2B: i capolini sono composti da 2 - 5 fiori;

- Gruppo 3A: le foglie formano una rosetta basale (raramente sono alternate); i capolini sono peduncolati e senza brattee;

sect. Ainsliaea.
- Gruppo 3B: le foglie in generale sono raggruppate nella parte mediana del fusto; i capolini sono peduncolati e sono bratteati;

sect. Aggregatae.

### Elenco generi
Il genere comprende le 51 seguenti specie:
- Ainsliaea acerifolia Sch.Bip.
- Ainsliaea angustata  C.C.Chang
- Ainsliaea angustifolia  Hook.f. & Thomson ex C.B.Clarke
- Ainsliaea apiculata  Sch.Bip.
- Ainsliaea aptera  DC.
- Ainsliaea apteroides  (C.C.Chang) Y.C.Tseng
- Ainsliaea asaroides  Y.S.Ye, J.Wang & H.G.Ye
- Ainsliaea bonatii  Beauverd
- Ainsliaea brandisiana  Kurz
- Ainsliaea caesia  Hand.-Mazz.
- Ainsliaea caobangensis  Bien
- Ainsliaea cavaleriei  H.Lév.
- Ainsliaea chapaensis  Merr.
- Ainsliaea cordifolia  Franch. & Sav.
- Ainsliaea crassifolia  C.C.Chang
- Ainsliaea dissecta  Franch. & Sav.
- Ainsliaea elegans  Hemsl.
- Ainsliaea faurieana  Beauverd
- Ainsliaea foliosa  Hand.-Mazz.
- Ainsliaea fragrans  Champ. ex Benth.
- Ainsliaea fulvipes  Jeffrey & W.W.Sm.
- Ainsliaea glabra  Hemsl.
- Ainsliaea gracilis  Franch.
- Ainsliaea grossedentata  Franch.
- Ainsliaea hederifolia  Fujikawa & H.Ikeda
- Ainsliaea henryi  Diels
- Ainsliaea kawakamii  Hayata
- Ainsliaea lancangensis  Y.Y.Qian
- Ainsliaea latifolia  (D.Don) Sch.Bip.
- Ainsliaea macrocephala  (Mattf.) Y.C.Tseng
- Ainsliaea macroclinidioides  Hayata
- Ainsliaea mairei  H.Lév.
- Ainsliaea nana  Y.C.Tseng
- Ainsliaea nervosa  Franch.
- Ainsliaea parvifolia  Merr.
- Ainsliaea paucicapitata  Hayata
- Ainsliaea pentaflora  S.E.Freire
- Ainsliaea pertyoides  Franch.
- Ainsliaea pingbianensis  Y.C.Tseng
- Ainsliaea qianiana  S.E.Freire
- Ainsliaea ramosa  Hemsl.
- Ainsliaea reflexa  Merr.
- Ainsliaea rubrinervis  C.C.Chang
- Ainsliaea simplicissima  M.J.Zhang & H.Q.Li
- Ainsliaea smithii  Mattf.
- Ainsliaea spanocephala  Y.C.Tseng
- Ainsliaea spicata  Vaniot
- Ainsliaea trinervis  Y.C.Tseng
- Ainsliaea uniflora  Sch.Bip.
- Ainsliaea walkeri  Hook.f.
- Ainsliaea yunnanensis  Franch.